# Contea di Kalmar
La contea di Kalmar o Kalmar län è una delle contee o län della Svezia situata nella parte meridionale del paese.
Confina con le contee di Kronoberg, Jönköping, Blekinge, Östergötland; si affaccia inoltre sul mar Baltico.

## Comuni
|  | Sulla terraferma: - Emmaboda - Hultsfred - Högsby - Kalmar - Mönsterås - Nybro - Oskarshamn - Torsås - Vimmerby - Västervik Sull'isola di Öland: - Borgholm - Mörbylånga |

## Aree naturali protette
In questa contea si trovano il Parco nazionale Blå Jungfrun e il Parco nazionale Norra Kvill.